# Ray Gunter
Raymond Jones Gunter (30 août 1909 - 12 avril 1977) est un homme politique du parti travailliste britannique. Il est né au pays de Galles et travaille dans l'industrie ferroviaire et le mouvement syndical britannique - en particulier son syndicat, la Transport Salaried Staffs 'Association (TSSA).

## Début de carrière politique
Après avoir servi pendant la Seconde Guerre mondiale, s'enrôlant dans les Royal Engineers en 1941, puis avoir atteint le grade de capitaine, Gunter entre au Parlement aux élections générales de 1945 pour le siège conservateur du sud-est de l'Essex. Il est député d'arrière-ban pendant les six années du gouvernement travailliste de Clement Attlee. Le ministre de l'Intérieur travailliste, James Chuter Ede, préside une redistribution des sièges à la fin des années 1940 ; à la suite de cela, le siège de Gunter dans l'Essex est redécoupé, alors il passe au siège de Doncaster dans le Yorkshire pour les élections générales de 1950. Il gagne avec une majorité de seulement 878 voix contre son adversaire conservateur, Anthony Barber (futur ministre). Barber bat ensuite Gunter par 384 voix aux élections générales de 1951 qui voient le retour d'un gouvernement conservateur sous Winston Churchill.
Gunter est associé à l'aile droite du Parti travailliste et est membre du Comité exécutif national (NEC) du Parti travailliste de 1955 à 1966 et président de son syndicat, TSSA, 1956-1964. Lorsque George Isaacs (âgé de 76 ans) annonce sa décision de ne pas se présenter aux élections dans la circonscription fortement travailliste de Southwark dans le sud de Londres, Gunter est désigné candidat pour les élections générales de 1959. Il est élu à la Chambre des communes comme député parrainé par la TSSA, avec une majorité de 12 340 voix.
Après la lourde défaite du Labour aux élections de 1959, son chef d'alors, Hugh Gaitskell, cherche à réviser et à modérer la constitution du Labour - le soi-disant différend de la clause IV. Les dirigeants syndicaux désapprouvent massivement ce changement et Gunter est l'un des opposants. En 1963, Gaitskell meurt subitement, le conflit de la clause IV n'ayant toujours pas été résolu. Harold Wilson est élu chef du Parti travailliste, et Gunter continue à être un membre du cabinet fantôme travailliste.

## Ministre du travail
Le parti travailliste remporte de justesse les élections générales de 1964 et il est nommé ministre du Travail. Le dilemme auquel Gunter est confronté est le suivant: en tant que dirigeant syndical, il pense que les syndicats devraient être en mesure de négocier des taux de rémunération responsables pour leurs membres par le biais de «négociations collectives libres»; d'autre part, les grèves sauvages dans certaines parties de l'industrie britannique ont souvent été considérées comme préjudiciables à l'économie, et la « modération salariale » est l'alternative.
Peu de temps après la victoire écrasante du Labour aux élections générales de 1966, la grève des marins est un facteur particulièrement important dans le conflit. Sur cette question, Gunter prend la même ligne dure que Wilson. Avec le recul, il décrit son passage en tant que ministre du Travail comme un "lit de clous". Il cherche à achever son travail en présentant un nouveau projet de loi tiré des conclusions du rapport de la Commission Donovan sur le pouvoir syndical, mais Wilson le transfère au poste de ministre de l'énergie en avril 1968.
Gunter aurait été à l'origine de fuites dans les médias qui ont desservi le cabinet. Quoi qu'il en soit, il démissionne du gouvernement le 1er juillet, déclarant qu'il ne peut plus travailler dans un gouvernement Wilson. Pendant ce temps, la successeur de Gunter au ministère du travail, Barbara Castle, voit ses propositions de réduction des pouvoirs syndicaux dans son livre blanc de 1969, « In Place of Strife », échouer face à une opposition syndicale concertée.

## Fin de carrière
Gunter est réélu dans sa circonscription de Southwark aux élections générales de 1970 qui voient le gouvernement travailliste remplacé par un gouvernement conservateur dirigé par Edward Heath. Il est maintenant un député d'arrière-ban de l'opposition et démissionne du Parlement en 1972, remplacé par Harry Lamborn. Gunter meurt en 1977 et est enterré à la vieille église St. Mary, St. Mary sur les îles Scilly. Pendant de nombreuses années, il a une maison sur les îles Scilly, située à Launceston Close, dans la vieille ville, et appelée Y Bwythen Bach . Son nom demeure dans un bloc d'appartements protégés pour personnes âgées construit par le Southwark Council à Walworth.